# Zwiastowanie (obraz El Greca z 1570)
Zwiastowanie – obraz hiszpańskiego malarza pochodzenia greckiego Dominikosa Theotokopulosa, znanego jako El Greco.

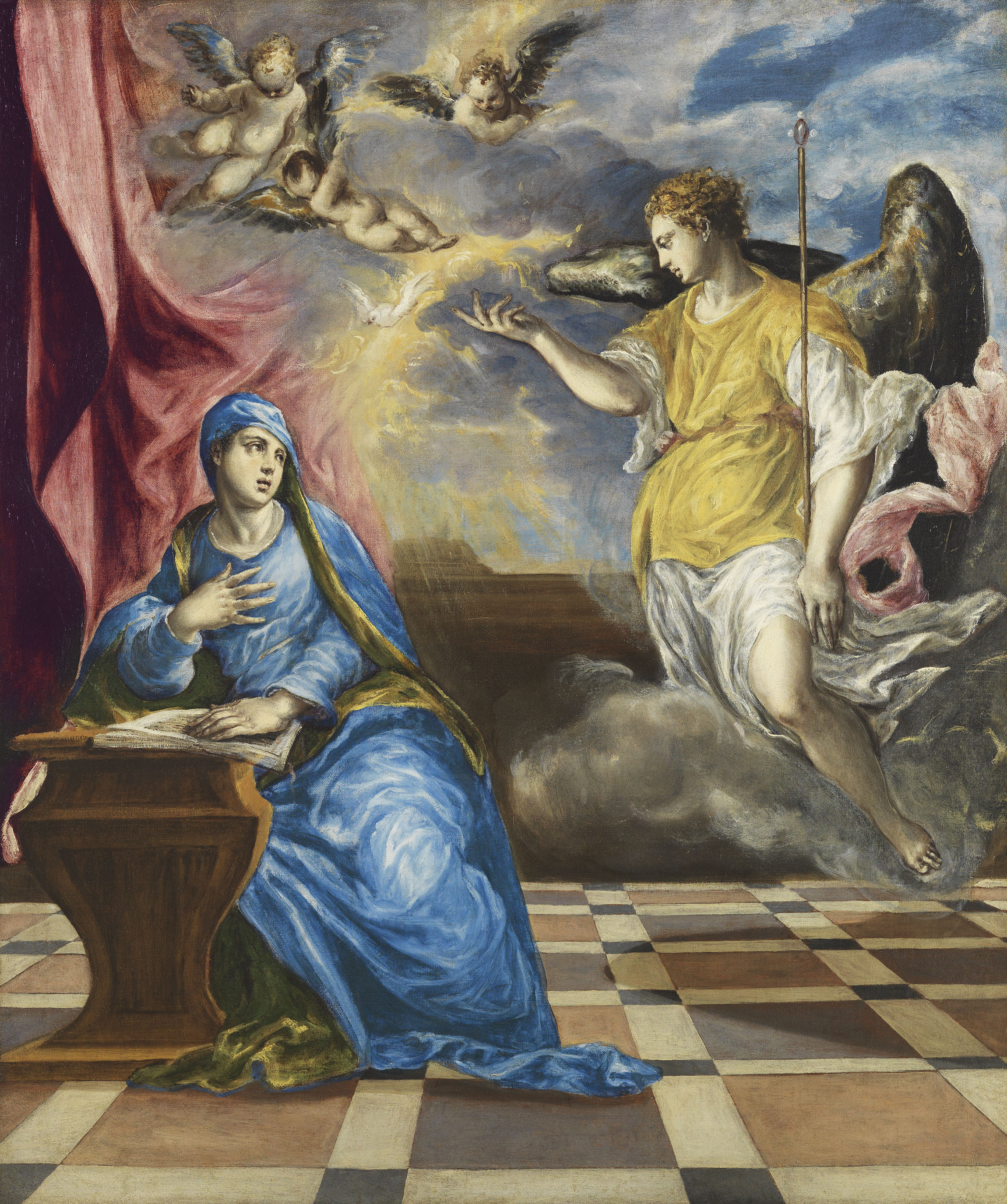
Późniejsza wersja Zwiastowania z 1576, z Muzeum Thyssen-Bornemisza

El Greco zobrazował scenę zaczerpniętą z Nowego Testamentu, opisaną jedynie w kanonicznej Ewangelii Łukasza. Motyw zwiastowania Marii przez Archanioła Gabriela był często przedstawiany przez malarzy różnych epok i interpretowany na wiele sposobów. Mistycyzm i znaczenie epizodu pozwalały malarzom na swobodne przedstawianie reakcji Marii na wiadomość od Archanioła o woli Bożej i oddziaływaniu nowiny poczęcia na inne postacie; umożliwiały też wykorzystanie wielu różnych detali i szczegółów otoczenia do zaznaczenia wagi sceny.

## Opis obrazu
Obraz został stworzony w okresie weneckim i mógł być wzorowany na scenie przedstawionej na Tryptyku modeńskim. W scenie można doszukać się wpływów malarstwa Tycjana a przede wszystkim Michała Anioła a kompozycja obrazu, zwłaszcza elementy architektoniczne, bliskie są stylowi Tintoretta. Mimo wpływów malarzy weneckich dzieło zachowuje klasyczny kanon sztuki bizantyjskiej.

## Inne wersje
El Greco wielokrotnie w późniejszej działalności artystycznej poruszał temat Zwiastowania. W wersji starszej niż ta z Prado, z 1576 roku, znajdującej się obecnie w Muzeum Thyssen-Bornemisza w Madrycie, artysta powtórzył układ kompozycyjny, ale zrezygnował z elementów architektonicznych widocznych w tle na rzecz zachmurzonego nieba.
Trzecia, uważana za najbardziej dopracowaną, powstała w tym samym okresie co wersja madrycka, lecz jest znacznie większa od niej (wersja z Prado, ze względu na jej wymiary, wydaje się kopią lub rysunkiem przygotowawczym). Obraz przez lata znajdował się w madryckiej kolekcji Aureliana de Beruete, a następnie u hiszpańskiego biznesmena Julia Ramoneta z Barcelony. Ramonet zapisał swoją posiadłość wraz ze znajdującą się w niej kolekcją sztuki miastu Barcelonie. Po jego śmierci w 1991 roku obraz zaginął, a o jego zniknięcie podejrzewano jedną z córek milionera. W marcu 2012 Sąd Najwyższy wydał wyrokobligujący spadkobierców Ramoneta do przekazania spuścizny. W oczekiwaniu na rozwiązanie sprawy obraz został zdeponowany w Museu Nacional d’Art de Catalunya w Barcelonie.
Kolejne wersje pozbawione były już wpływów włoskich i charakteryzowały się typowym stylem El Greca.
- Zwiastowanie (1570-1575), 107 × 93, była kolekcja Julio Ramoneta, Barcelona obecnie depozyt w Museu Nacional d’Art de Catalunya[3]
- Zwiastowanie (1570-1575) lub 1576, 117 × 98 cm, Muzeum Thyssen-Bornemisza, Madryt